# Zona de interes
Zona de interes este un film dramatic istoric din 2023, scris și regizat de Jonathan Glazer⁠(d), o coproducție Regatul Unit, Statele Unite și Polonia. Bazat vag pe romanul omonim din 2014 al lui Martin Amis⁠(d), filmul se concentrează pe viața comandantului german de la Auschwitz, Rudolf Höss, și a soției sale, Hedwig, care locuiesc cu familia lor într-o casă din „Zona de interes” de lângă lagărul de concentrare german. Christian Friedel⁠(d) îl interpretează pe Rudolf Höss și Sandra Hüller rolul soției sale, Hedwig Höss. 
Dezvoltarea filmului a început în 2014, odată cu publicarea romanului lui Amis, care este la rândul său bazat parțial pe evenimente reale. Glazer a ales să relateze povestea familiei Höss și a efectuat cercetări ample asupra familiei, deoarece a căutat să realizeze un film care să demitizeze autorii Holocaustului ca fiind „răi din punct de vedere mitologic”. Proiectul a fost anunțat oficial în 2019, iar A24 a confirmat că se va ocupa de distribuirea filmului. Filmările au avut loc în principal în jurul lagărului de concentrare de la Auschwitz în vara anului 2021. Filmări suplimentare au avut loc la Jelenia Góra, în Polonia, în ianuarie 2022.
Zona de interes a avut premiera la cea de-a 76-a ediție a Festivalului de Film de la Cannes la 19 mai 2023 și a fost lansat în cinematografele din Statele Unite la 15 decembrie 2023. Filmul a fost aclamat de critici și a avut încasări de peste 52 de milioane de dolari americani. Printre distincțiile sale, Zona de interes a avut cinci nominalizări (inclusiv la categoria cel mai bun film) la cea de-a 96-a ediție a Premiilor Oscar, câștigând două: pentru cel mai bun film străin (primul pentru un film britanic care nu este în limba engleză) și pentru cel mai bun sunet. Filmul a câștigat, de asemenea, Marele Premiu la Cannes și trei premii ale Academiei Britanice de Film, devenind primul film care a câștigat atât Premiul BAFTA pentru cel mai bun film într-o limbă străină alta decât engleza, cât și Premiul BAFTA pentru cel mai bun film britanic; a avut trei nominalizări la Premiile Globul de Aur; și a fost considerat unul dintre primele cinci filme internaționale ale anului 2023 de către National Board of Review.